# Aleksandr Konstantinovič Solov'ëv
Aleksandr Konstantinovič Solov'ëv (Luga, 30 agosto 1846 – San Pietroburgo, 9 giugno 1879) è stato un rivoluzionario e studente russo, che tentò senza successo di assassinare lo zar Alessandro II con un revolver il 14 aprile 1879.

## Biografia
Figlio di un pubblico ufficiale locale, si iscrisse nel 1865 alla Università Statale di San Pietroburgo ma fu costretto ad abbandonarla per gravi difficoltà economiche. Riuscì tuttavia a superare le prove d'ammissione per diventare insegnante e si diede all'insegnamento della storia e della geografia. Presto decise di lasciare l'insegnamento e fece l'operaio e il fabbro, per essere vicino alla povera gente e fare propaganda politica.
Di carattere profondamente ascetico, nel 1876 entrò tra le file del movimento rivoluzionario clandestino Zemlja i Volja. Dopo aver pianificato l'uccisione dello zar, informò gli altri membri del movimento, che si divisero sull'opportunità del gesto. Zemlja i Volja decise di non appoggiare con mezzi e uomini il progetto di attentato. Con il solo aiuto del suo compagno di lotta, Aleksandr Michajlov, che gli procurò un revolver, Solov'ëv decise di portare avanti l'attentato come atto assolutamente personale.
Il 14 aprile 1879, mentre lo zar attraversava a piedi la Piazza del Palazzo per la sua solita passeggiata mattutina, Solov'ëv si avvicinò e sparò cinque colpi che non andarono a segno. Lo zar, fuggendo, inciampò e cadde a terra. L'attentatore sparò contro i gendarmi che si gettavano su di lui, ferendone uno, poi cercò di togliersi la vita assumendo un veleno che non ebbe effetto poiché fu costretto a bere un emetico che ne annullò l'efficacia.
Dopo essere stato imprigionato, venne processato. Raccontò della vita miserabile, da lui condivisa, dei disoccupati in cerca di lavoro, e dei contadini sfruttati dai kulaki. Dichiarò che i socialisti rivoluzionari avevano dichiarato guerra al governo, e lo zar era un nemico del popolo. Fu impiccato il 9 giugno 1879.